# マンダラ山地

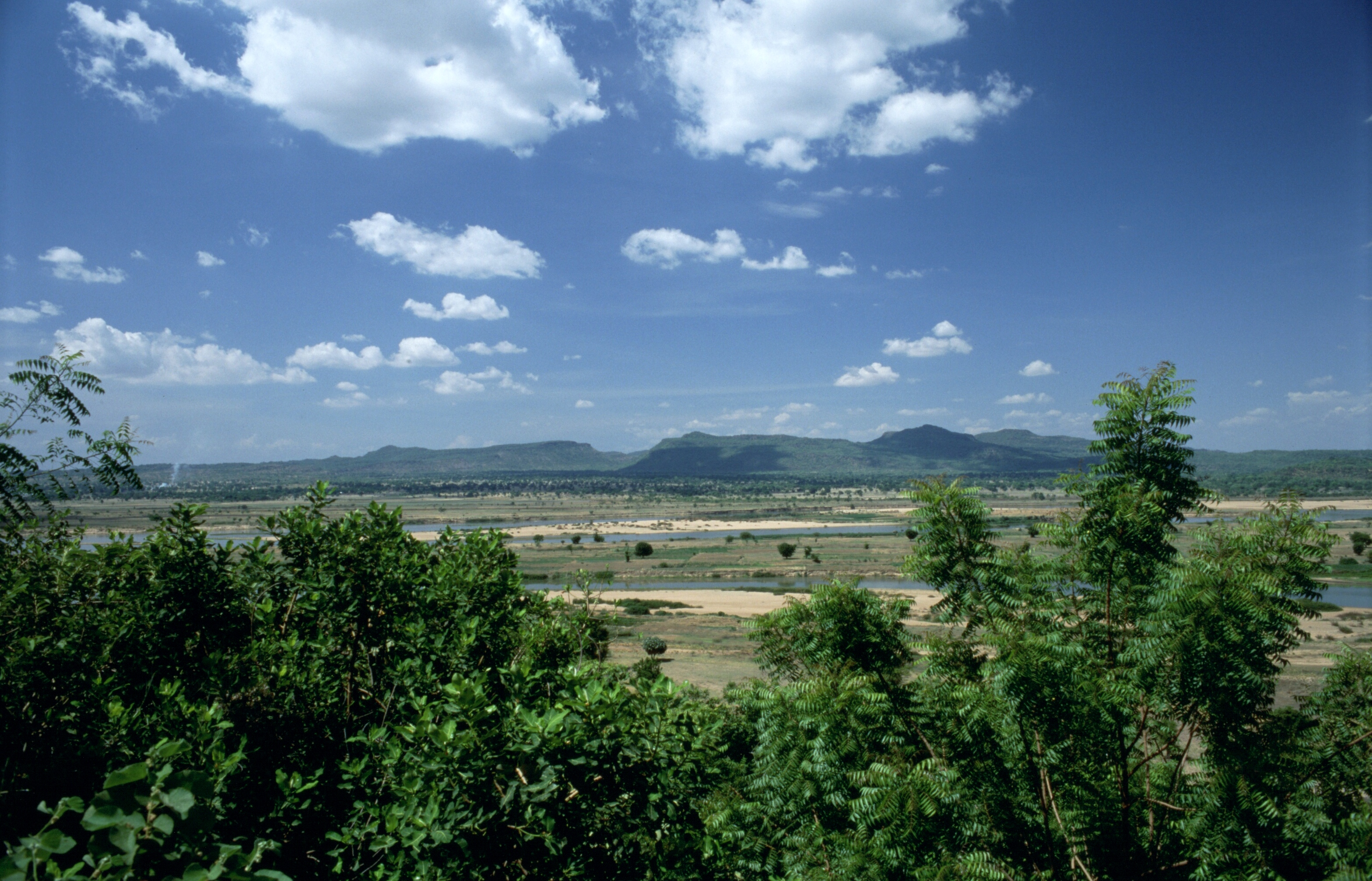
北東のJimeta/Yolaから見るマンダラ山地

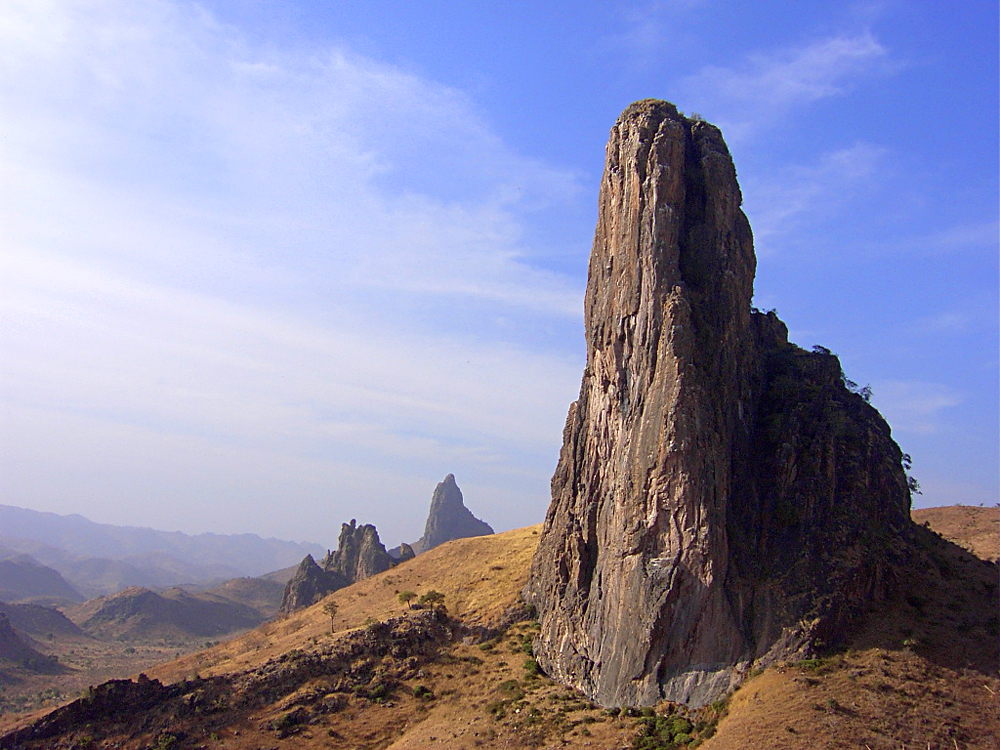
ルムシキ近くのカプシキ峰はマンダラ山地で写真がよく撮られる場所の一つである。

マンダラ山地（Monts Mandara）はカメルーンとナイジェリアの国境の北部に沿って存在する約200kmの長さの火山活動のある山地である。

## 概要
南はベヌエ川（北緯9度18分 東経12度48分 / 北緯9.3度 東経12.8度）から北はマルアの北西にまで至る（北緯11度00分 東経13度54分 / 北緯11.0度 東経13.9度）。最高標高は1,494mで、オウパイ山の山頂である（北緯10度53分 東経13度47分 / 北緯10.883度 東経13.783度）。
この地域は人口が密であり、チャド語派の言語を話す人々によって住まわれている。モフの人々は山地の中に居住している。